# The Nine (serial)
The Nine este un serial de televiziune dramatic american produs de ABC care a avut premiera pe data de 4 octombrie 2006, fiind programat de la ora 22:00, imediat după serialul Lost. A fost creat de Hank Steinberg și produs de Warner Bros. Television.

## Prezentare
Nouă persoane, cei mai mulți neștiindu-se unul pe celălalt, încep să aibă legături foarte puternice între ei după ce devin victimele unui jaf de bancă nereușit. Totul pe parcursul a 52 de ore groaznice după acest jaf.

## Actori

### Personaje principale
| Personaj       | Interpretat de    | Note |
| -------------- | ----------------- | ---- |
| Eva Rios       | Lourdes Benedicto |      |
| Egan Foote     | John Billingsley  |      |
| Lizzie Miller  | Jessica Collins   |      |
| Nick Cavanaugh | Tim Daly          |      |
| Felicia Jones  | Dana Davis        |      |
| Franny Rios    | Camille Guaty     |      |
| Malcolm Jones  | Chi McBride       |      |
| Kathryn Hale   | Kim Raver         |      |
| Jeremy Kates   | Scott Wolf        |      |
| Lucas Dalton   | Owain Yeoman      |      |

## Episoade
1. Pilot
2. Heroes Welcome
3. What's Your Emergency
4. Brother's Keeper
5. All about Eva
6. Take Me Instead
7. Outsiders
8. Turning Point
9. You're Being Watched
10. The inside man
11. Man of the Year
12. Legacy
13. Confessions